# Грохольский, Мартин
Ма́ртин Грохо́льский (пол. Marcin Grocholski; 1727 — 28 октября 1807, Львов) — граф из рода Грохольских, последний воевода брацлавский (1790—1795). Хорунжий брацлавский с 1772 года, винницкий с 1762 года, брацлавский с 1772 года, динабургский с 1760 года. Участник Четырёхлетнего сейма, каштелян брацлавский с 1774 года. Кавалер ордена Белого орла (1777) и ордена Святого Станислава (1790).

## Биография
Родился в 1727 году, сын брацлавского земского судьи Михаила Грохольского и дочери черниговского стольника Анны Радзиминской.
Большую часть времени проживал в своём имении в Грицеве, реже — в своём имении в Пятничанах, под Винницей.
Умер 28 октября 1807 года во Львове, похоронен в крипте Доминиканского костёла в Виннице.

## Семья
- Отец — Михаил Грохольский, брацлавский земской судья.
- Мать — Анна Радзиминская, дочь черниговского стольника.
- Жёны — 1. Цецилия Холоневская; 2. Антонина Лоска из дома Халецких, была разведена со своим вторым мужем, была наставницей Станислава Щенсного Потоцкого.
- Сыновья от первого брака:
  - Ян, обозный коронный;
  - Адам, убит в Битве под Мацеёвицами;
  - Михал, староста звенигородский;
  - Грохольский, Николай Мартынович — губернатор Подольский в 1823—1831 гг., рязанский (1831);
  - Людвик.
- Три дочери от первого брака, были замужем за дворянами из родов Потоцких, Замойских и Четвернинских.